# If Love Was a Crime
 (srp. Da je ljubav zločin) pesma je bugarske pevačice Poli Genove. Napisali su je Borislav Milanov, Sebastijan Arman, Joakim Bo Person, Džoni Palmer i sama Poli Genova. Poli Genova je ovom pesmom predstavljala Bugarsku na Pesmi Evrovizije 2016; zauzela je četvrto mesto u finalu, osvojivši 307 poena.

## Pesma Evrovizije 2016.
19. februara 2016, BNT je najavio da je interno izabrao Poli Genovu da predstavlja Bugarsku na Pesmi Evrovizije 2016.. Pesma If Love Was a Crime je takođe interno izabrana za Genovu i predstavljena je publici 21. marta 2016. uz muzički video na veb-sajtu eurovision.tv. Pesma je na samom takmičenju u polufinalu koje je održano 12. maja prošla u finale kao petoplasirana i plasirala se kao četvrta u finalu osvojivši 307 poena. To je takođe prvi put da je Bugarska prisustvovala finalu, izuzev takmičenja 2007. godine.